# Utopia (banda)
Utopia fue una banda estadounidense de rock progresivo que ha tenido diversas presentaciones exitosas y cuya historia se extiende desde 1973 hasta 1987. Los integrantes de más importancia que formaron el grupo fueron: su líder, Todd Rundgren (guitarrista y vocalista); Roger Powell (teclista, sintetizador y vocalista), John "Willie" Wilcox (baterista y vocalista) y Kasim Sulton (bajista, vocalista, guitarrista y pianista), sin olvidar a Mark "Moogy" Klingman (teclista desde 1973 hasta 1975), M. Frog Labat (sintetizador en 1974), Ralph Schuckett (teclista junto con "Moogy" desde 1973 hasta 1975), Kevin Ellman (baterista en 1974) y John Siegler (bajista desde 1973 hasta 1975).

## Historia

### La utópica idea de Todd Rundgren
Después del álbum Something/Anything? en marzo de 1973, Todd Rundgren elaboró su cuarto álbum de estudio, titulado A Wizard, A True Star, junto con diversos músicos, lo que lo llevó a la idea de crear su banda Todd Rundgren's Utopia, idea que atrapa a Moogy Klingman, Ralph Schuckett y John Siegler.

### El álbumTodd Rundgren's Utopia
Tal y como se puede ver en la profética canción Le Feel Internationale de dicho álbum, Todd Rundgren's Utopia apareció al siguiente año, adhiriéndose al proyecto Kevin Ellman y M. Froag Labat. El álbum Todd Rundgren's Utopia salió a la venta en septiembre de 1974, quedando en el puesto 34 del top de Pop Albums en Estados Unidos. Después de este medianamente exitoso álbum, Ellman y Froag deciden no seguir en Todd Rundgren's Utopia, incorporándose Roger Powell (reemplazando a Froag) y Willie Wilcox (reemplazando a Ellman).
Para el año siguiente, Rundgren y su nuevo equipo, luego de elaborar el álbum solista de este (Initiation), se arriesgan a crear su primer álbum en vivo, titulado Another Live, lanzado el 15 de noviembre de 1975, lo cual ocasionó un declive del éxito conseguido anteriormente hacia el puesto número 66.

### Utopia
Posteriormente a esta caída en el éxito, Schuckett, por problemas sentimentales, decide irse de Todd Rundgren's Utopia, siguiéndole Moogy los pasos; posteriormente, Siegler hace lo mismo, dejando el paso libre para que llegue un joven llamado Kasim Sulton, de quien Rundgren desconfiaba de su calidad musical; desde la integración de este joven, no hubo más miembros nuevos en la banda. Luego de haber lanzado su primer sencillo, Communion With The Sun (y con Sunburst Finish en el lado B), Ra, la nueva obra de Utopia, sale al aire en febrero de 1977 (luego de haber grabado el álbum solista de Rundgren Faithful, en 1976), haciendo que el éxito de Utopia baje al número 79 en Estados Unidos, pero también haciendo que llegue a Inglaterra entre los 30 más vendidos. A continuación llegó rápidamente un nuevo sencillo de Utopia, la inolvidable balada Love is the answer, que a trae consigo al álbum Oops! Wrong Planet, que aumenta el éxito de Utopia y llega además con una gira aún más exitosa, llegando también al puesto 73 de los Pop Albums en Estados Unidos.

### La cima de su fama
Para que Utopia edite un nuevo material deben pasar dos años, tiempo en el cual se finaliza el Oops Wrong Planet Tour. Todd Rundgren, en colaboración con sus compañeros de Utopia, edita su nuevo disco solista, titulado Hermit Of Mink Hollow, y luego su primer álbum en vivo solista, titulado Back to the Bars. Para fines de 1979 Utopia lanza el sencillo Set me free, donde Kasim Sulton demuestra (sobre todo a Rundgren) que es más que un simple niño que toca el bajo, y que llegó a Utopia a darle éxito, ya que Set me free (y su lado B Umbrella Man) fue y es el éxito más grande en la historia de Utopia, éxito que aumentó cuando se relanzó el sencillo en enero de 1980, subiendo desde el puesto 27 al 23. Luego, incluyendo al exitoso Set me free, se lanzó Adventures in Utopia, el álbum más exitoso de Utopia, el cual llega al puesto número 32. Para el mismo álbum posteriormente se lanza el sencillo The Very Last Time, que llega al puesto 76, y Second Nature. En el mismo año lanzan Deface the Music una especie de parodia-homenaje a The Beatles, junto con su sencillo y vídeo"I Just Want to Touch You.

## Miembros
Utopia 1974:
- Todd Rundgren
- Kevin Ellman
- Mark "Moogy" Klingman
- M. Frog Labat
- Ralph Schuckett
- John Siegler

Utopia 1975:
- Todd Rundgren
- Willie Wilcox
- Mark "Moogy" Klingman
- Roger Powell
- Ralph Schuckett
- John Siegler

Utopia a finales de 1975:
- Todd Rundgren
- Willie Wilcox
- Roger Powell
- John Siegler

Utopia 1976-1986:
- Todd Rundgren
- Roger Powell
- Kasim Sulton
- Willie Wilcox

## Discografía

### Álbumes de estudio
- Todd Rundgren's Utopia (1974)
- Ra (1977)
- Oops! Wrong Planet (1977)
- Adventures in Utopia (1979)
- Deface The Music (1980)
- Swing To The Right (1982)
- Utopia (1983)
- Oblivion (1984)
- P.O.V. (1985)

### Álbumes en vivo
- Another Live (1975)
- Redux '92: Live in Japan (1992)

### Álbumes recopilatorios
- Trivia (1986)
- Anthology (1974-1985) (1989)
- City In My Head (Best of Compilation) (2001)
- Castle Collection (Best of Compilation)
- Last of the New Wave Riders (Best of Compilation) (2003)

### DVD
- Utopia & Todd Rundgren - Live in Columbus, Ohio, 1980 (2004)

### Sencillos en las listas de música
| Año  | Título                 | Álbum                | Estados Unidos |
| ---- | ---------------------- | -------------------- | -------------- |
| 1980 | Set Me Free            | Adventures in Utopia | 27             |
| 1980 | The Very Last Time     | Adventures in Utopia | 76             |
| 1983 | Feet Don't Fail Me Now | Utopia               | 82             |

### Todos los sencillos
- Communion With The Sun (1976)
- Love Is the Answer (1977)
- Set Me Free (1980)
- The Very Last Time (1980)
- Second Nature (1980)
- I Just Want To Touch You (1981)
- One World (1982)
- Lysistrata (1982)
- Hammer In My Heart (1982)
- Feet Don’t Fail Me Now (1983)
- Crybaby (1984)
- Love With A Thinker (1984)
- Mated (1985)